# Full House Take 2
A Full House Take 2 (koreai címén 풀하우스TAKE2, Phulhauszu Take 2; japánul フルハウスTAKE2, Furuhauszu teiku 2, kínaiul 浪漫滿屋 TAKE2) 2012-ben vetített, koreai-japán-kínai koprodukcióban készült televíziós sorozat Hvang Dzsongum, No Minu és Pak Kiung főszereplésével, a 2004-ben vetített Full House című sorozat nem szoros értelemben vett folytatása. A koreai SBS Plus és a japán TBS csatorna kezdte vetíteni. A sorozatot két évig forgatták és 2012 októberében kezdték sugározni mind Koreában, mind Japánban. Japánban az Amazon.com koreai DVD-eladási listáját is vezette.

## Történet
I Theik (No Minu) és Von Kvanghi (Pak Kiung) a Take One nevű népszerű popduó tagjai. Mindketten a Full House-ban élnek, abban a házban, amit Theik édesapja épített, de jelenleg az együttest menedzselő U Entertainment tulajdona. Theik azért lett énekes, hogy visszavásárolhassa a családi birtokot. A valaha legjobb barátokként dolgozó Theik és Kvanghi nincs jóban egymással mióta az elkényeztetett és önző színésznő, Csin Szerjong (유설아 Ju Szora) kijátszotta őket egymás ellen. A Take One élete fenekestül felfordul, amikor a divattervezőnek készülő hapkidómester, Csang Manok (Hvang Dzsongum) a véletlen folytán stylistállást kap a cégnél. Manok beköltözik a Full House-ba a fiúkhoz és hamarosan egy szerelmi háromszögben találja magát. A mindenre kényes, makacs, durva és kicsinyes Theik nehéz terhet hord a vállán, de Kvanghi családi háttere is igen bonyolult, ráadásul a fiú egészségügyi gondokkal is küzd. Manok mindkettőnek próbál segíteni, ám újra felbukkan Szerjong, aki magának követeli Theiket, a cég pedig nem akar lemondani a Full House-ról.

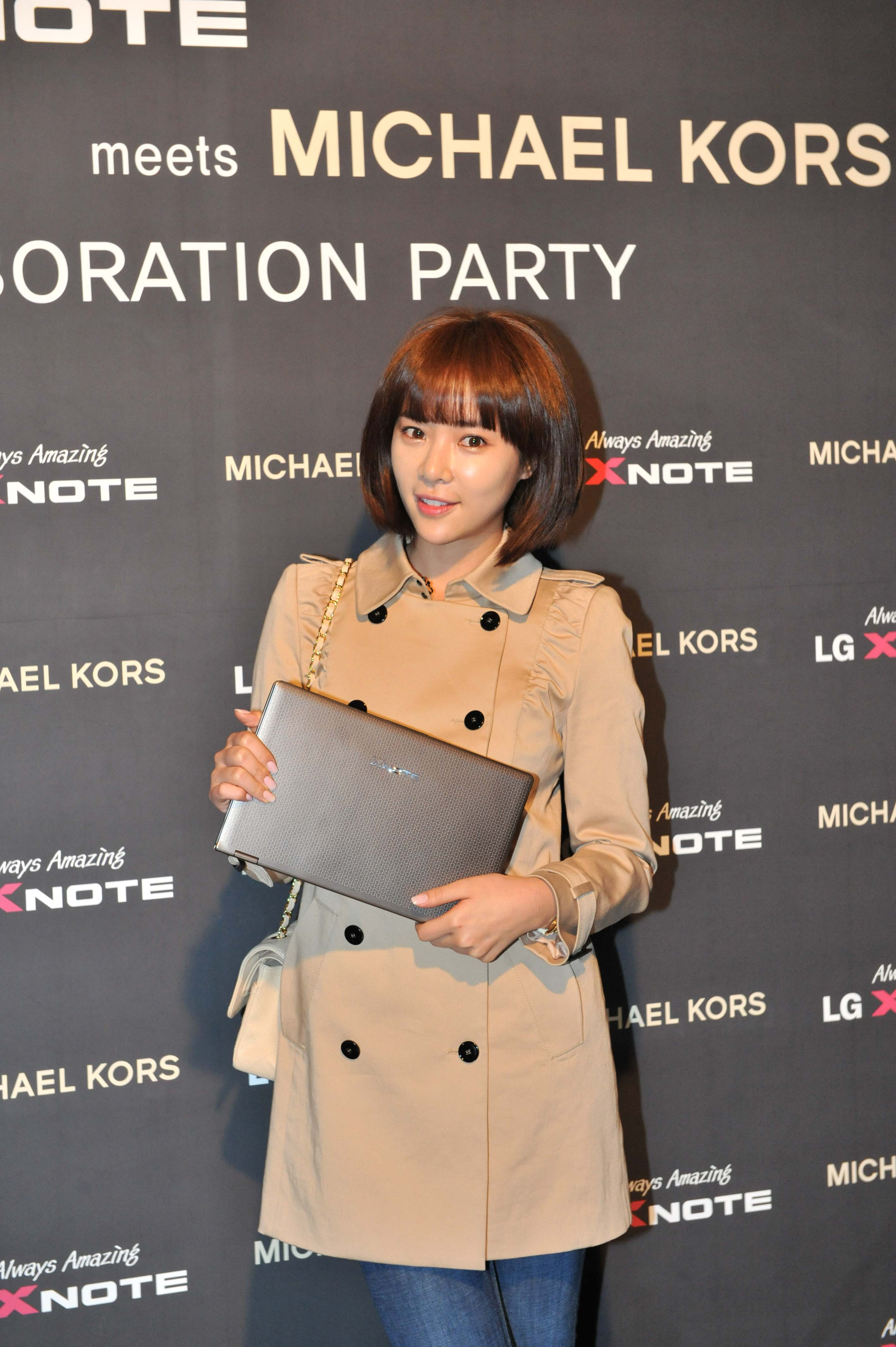
Hvang Dzsongum